# Mattias Adolfsson

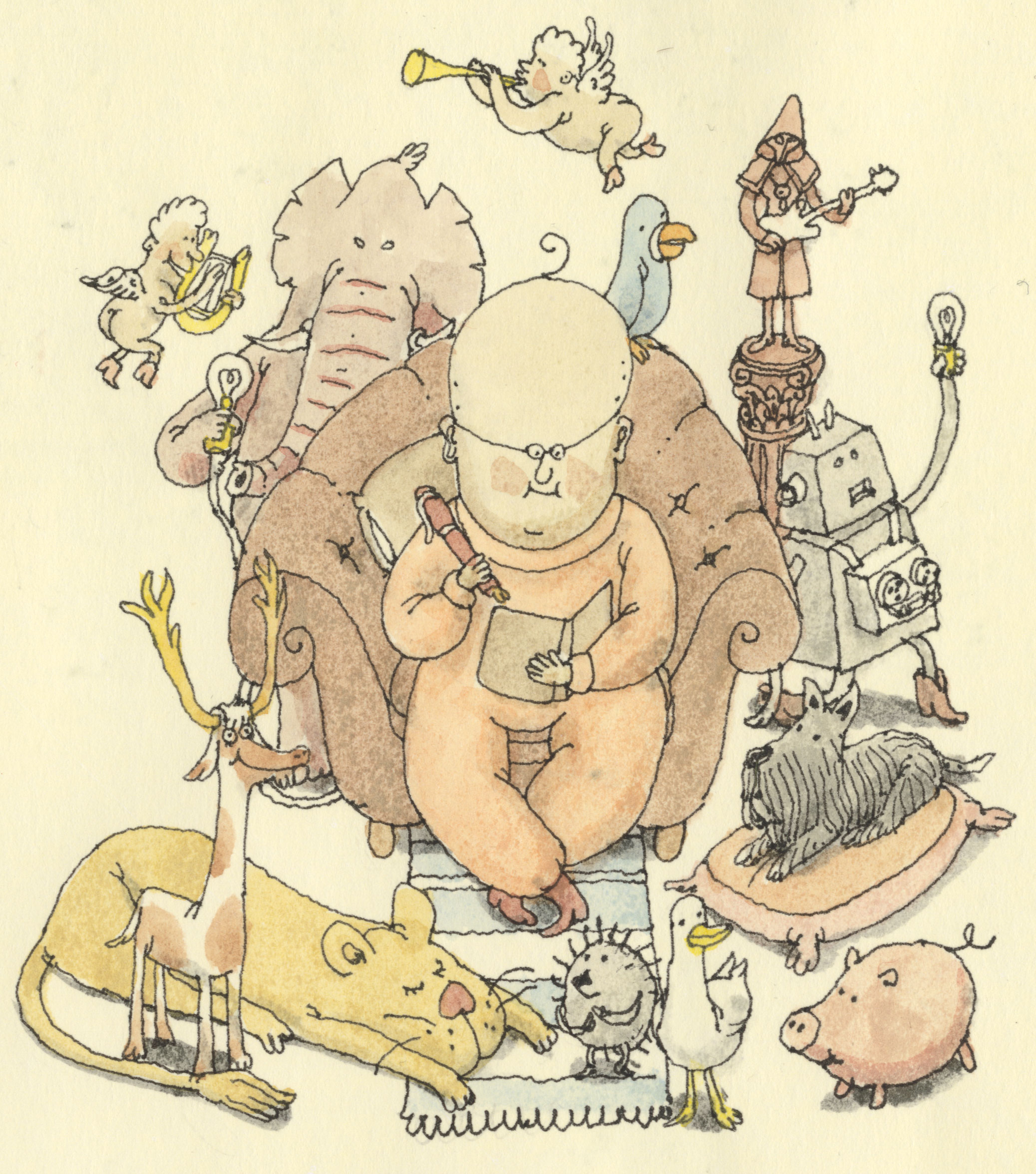
Mattias Adolfsson har illustrerat sig själv.

Mattias Adolfsson, född 1965, är en frilansande illustratör och är verksam över hela världen. Han är utbildad vid högskolan konst och design i Göteborg. Han har använt sig av bloggar och har publicerats av bland annat DN och New York Times. Hans stil är detaljrik och underfundig. Hans böcker har vunnit priser bland annat av American Illustration (AI#33) och Årets vackraste bok 2014 (Svensk Bokkonst).